# Dick Lövgren
Dick Lövgren (n. 11 noiembrie 1980, în Varberg, Suedia) este actualul basist al trupei suedeze de technical metal Meshuggah. Muzician prolific, Lövgren a fost anterior membru al următoarelor trupe: trupa de neo-classical metal/power metal Time Requiem; trupa de melodic/progressive metal Last Tribe; trupa de death metal Cromlech; trupa de heavy metal Frequency; trupa de power metal Armageddon. În această ultimă formație Lövgren a fost coleg cu Christopher Amott, chitaristul trupei suedeze de death metal melodic Arch Enemy. 
Pentru o scurtă perioadă, Dick Lövgren a fost basistul de turneu al trupelor Arch Enemy și In Flames. Lövgren este al treilea basist al trupei Meshuggah. El cântă la bas în turneele Meshuggah din 2004, în timp ce Jens Kidman și Fredrik Thordendal, cei doi chitariști ai trupei, interpretează părțile de bas în studio.

## Echipament
Lövgren folosește în mod curent chitare bas Warwick și amplificatoare Marshall și Line 6. El cântă la numeroase modele de chitare bas Warwick cu 5 și 6 corzi, dar mai ales cu 5 corzi.

### Chitare bas
- Warwick Dolphin SN Pro
- Warwick Infinity
- Warwick Infinity Fretless
- Warwick Thumb (6 coarde) Fretless
- Warwick Corvette (5 coarde)
- Warwick Streamer XL

### Amplificatoare și efecte
- Line 6 Vetta II Head Units
- Line 6 POD Pro
- Line 6 FBV Pedalboard